# Limonium ovalifolium
Limonium ovalifolium är en triftväxtart som först beskrevs av Jean Louis Marie Poiret, och fick sitt nu gällande namn av Carl Ernst Otto Kuntze. Limonium ovalifolium ingår i släktet rispar, och familjen triftväxter. Inga underarter finns listade i Catalogue of Life.

## Bildgalleri

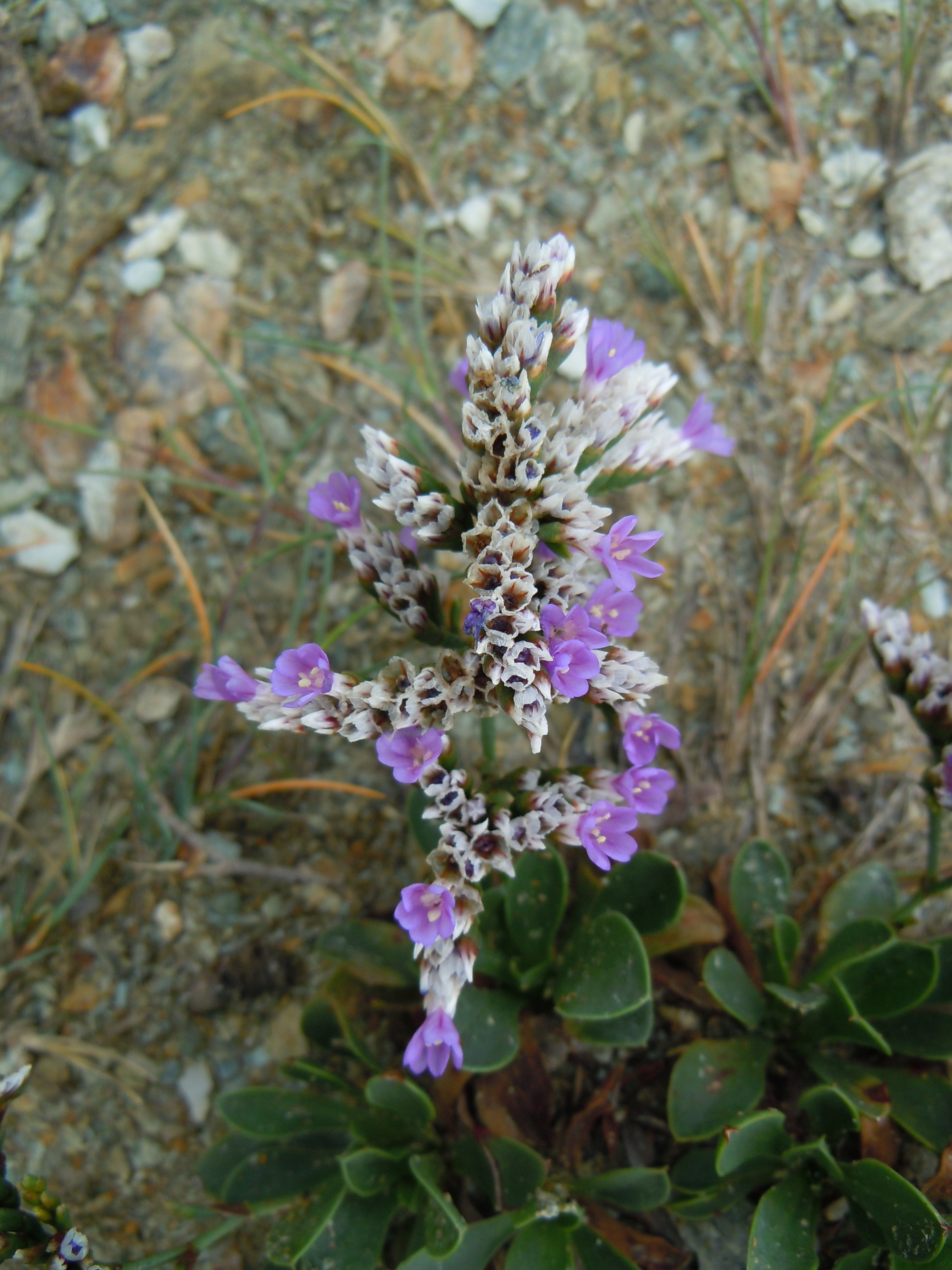
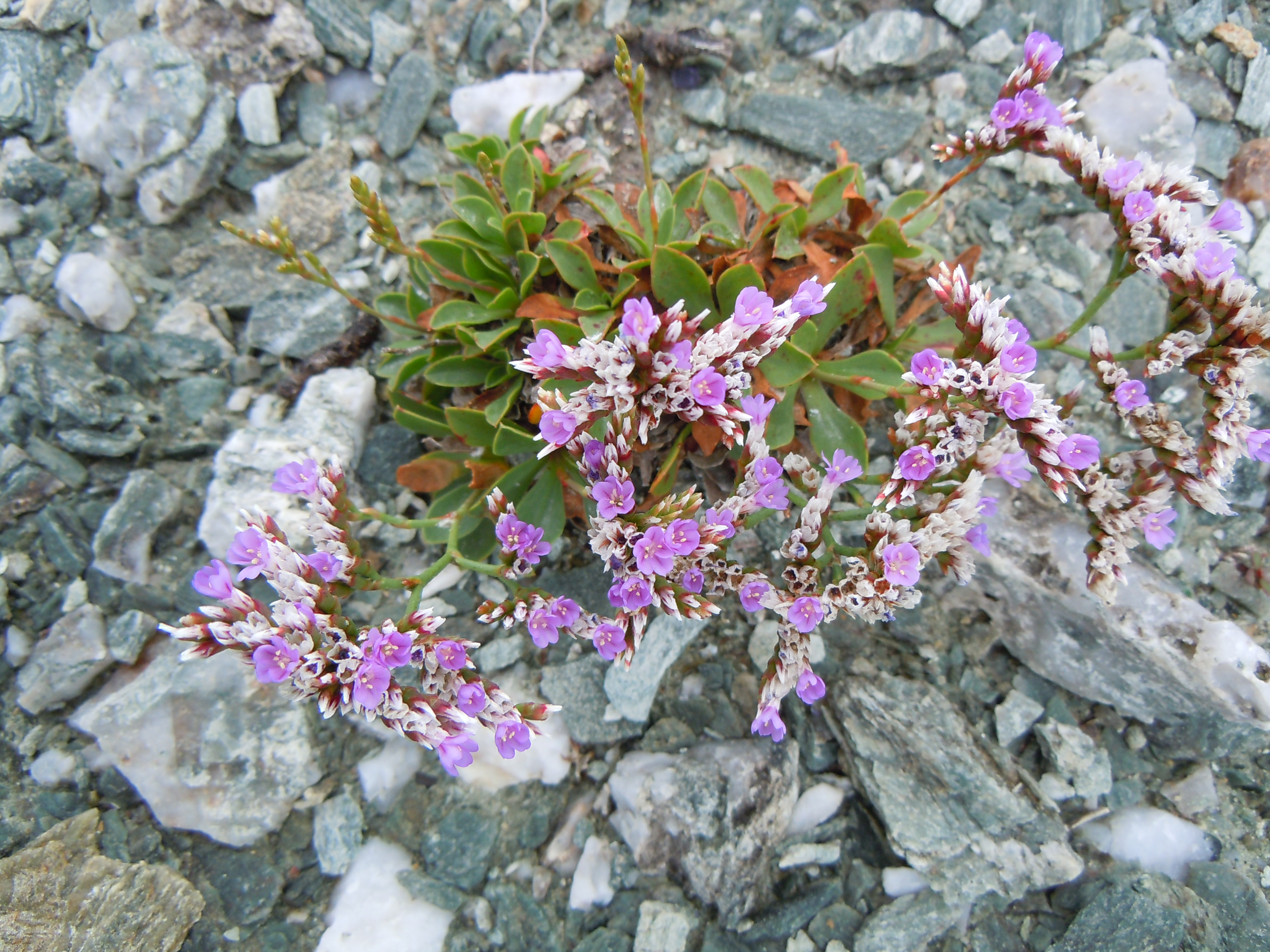
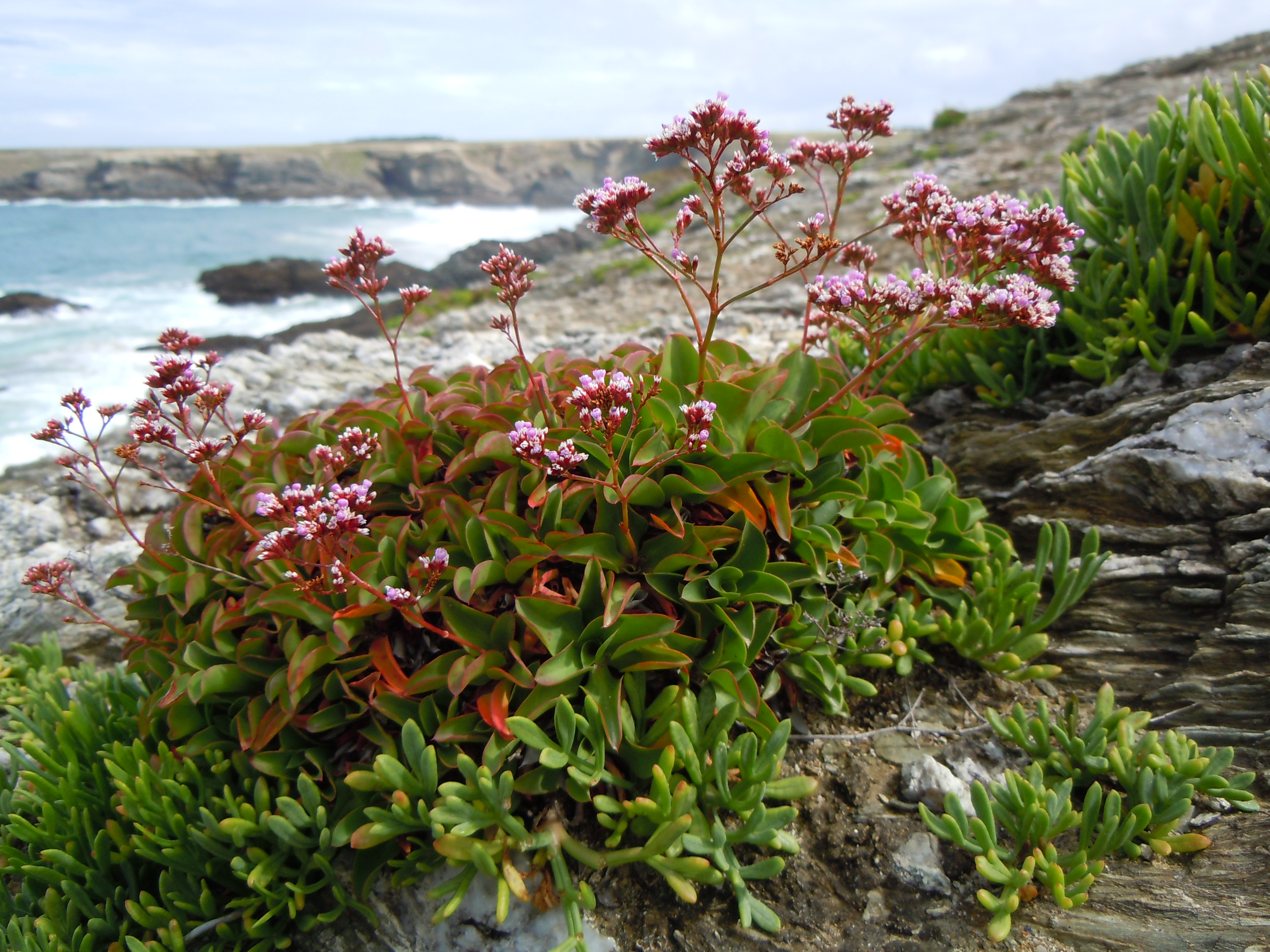